# Tetrastichus setifer
Tetrastichus setifer är en stekelart som beskrevs av Thomson 1878. Tetrastichus setifer ingår i släktet Tetrastichus och familjen finglanssteklar. Arten är reproducerande i Sverige. Inga underarter finns listade i Catalogue of Life.